# Festival interceltique de Lorient 2012

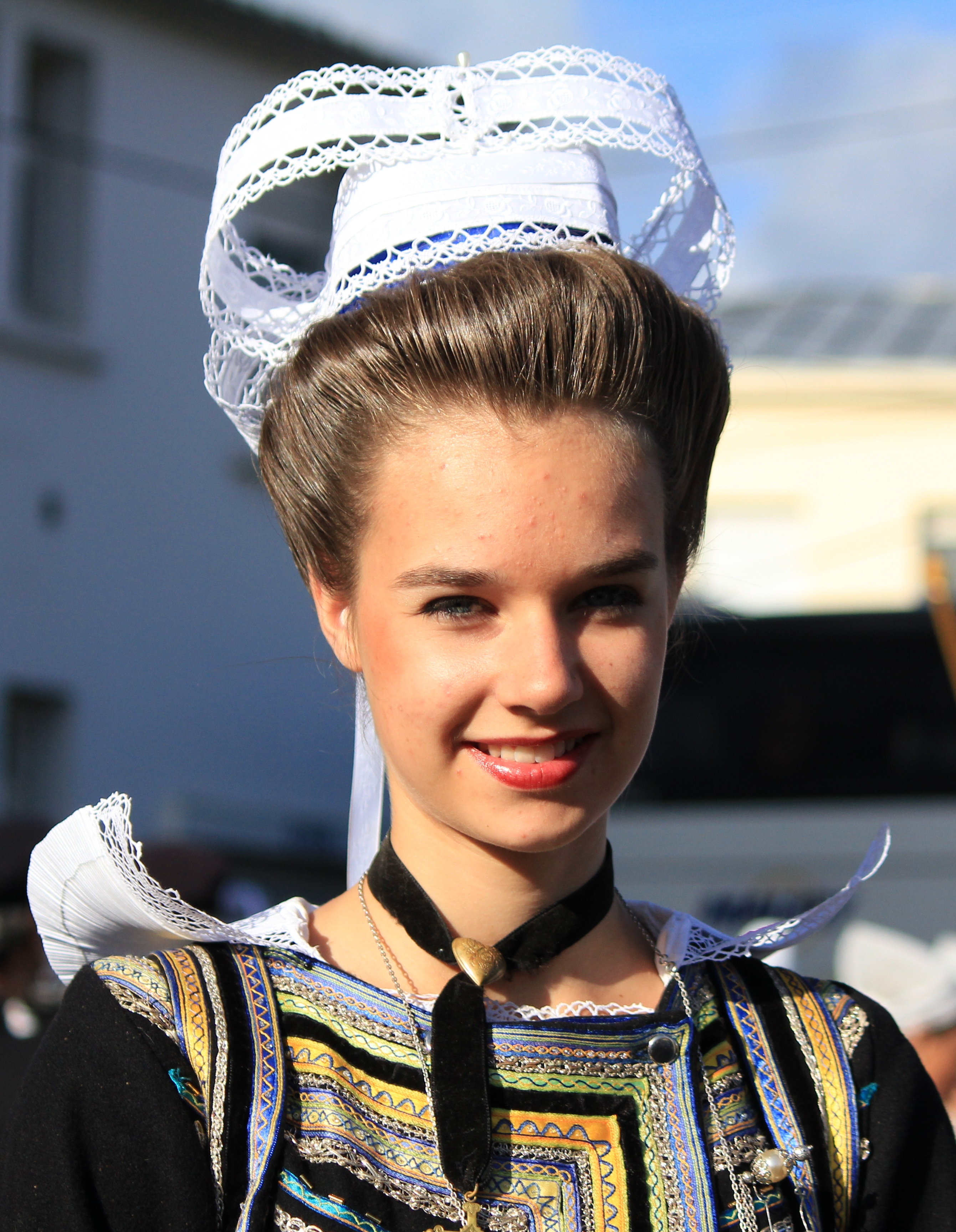
Danseuse du Cercle celtique Giz'Kalon de Quimperlé en coiffe bretonne lors de la Grande parade.

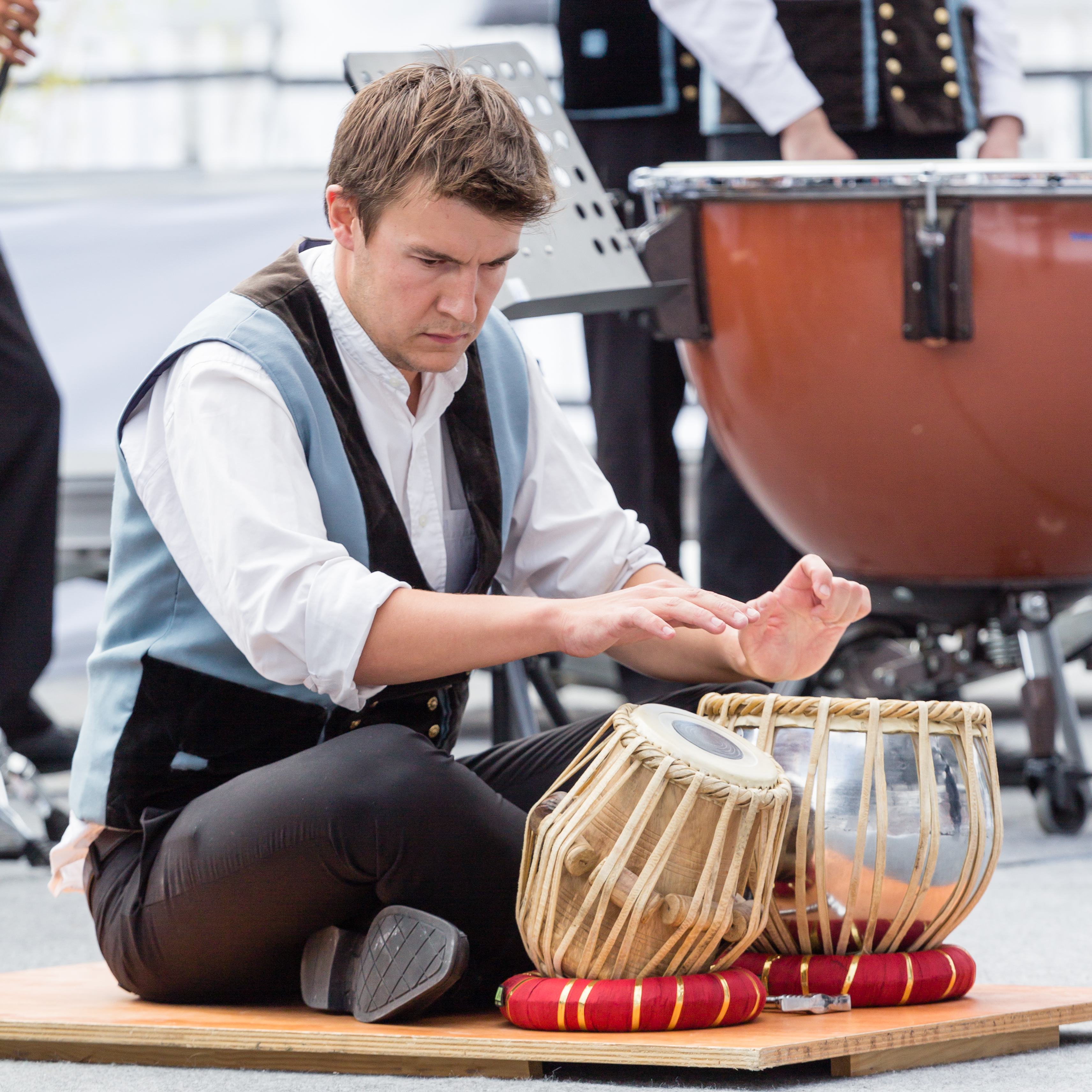
Le bagad Melinerion lors du championnat national des bagadoù.

La 42e édition du Festival interceltique de Lorient se déroule du 3 au 12 août 2012. L'Acadie est la nation invitée.

## Concerts
Dan Ar Braz avec l'album Celebration et Alan Stivell (tournée Ar Pep Gwellañ) sont présents.  Le Bagad de Lann-Bihoué fête ses 60 ans à l'Espace Marine. Sont programmés également l'Orquestra Buena Vista Social Club, Buffy Sainte-Marie, Roch Voisine, l'Afro Celt Sound System, le groupe Moriarty avec Mama Rosin et Christine Salem en invités, De Dannan, Lisa LeBlanc, Louise Vautour, Djiboudjep, Michael McGoldrick, John Doyle, Diaouled Ar Menez, Jordi Savall, Marie-Jo Thério, Joseph Edgar, Trio EDF, Arvest, Krismenn et Fred Morrison. Roland Gauvin et Dominique Dupuis présentent un spectacle pour petits et grands.
La captation du concert de Dan Ar braz sur le port de pêche Keroman, auquel participent le Bagad Kemper, Alan Stivell, Clarisse Lavanant, Morwenn Le Normand, Ronan Le Bars ou Dominique Dupuis, est diffusé sur France 3 Bretagne.

Quelques artistes du Festival interceltique de Lorient 2012
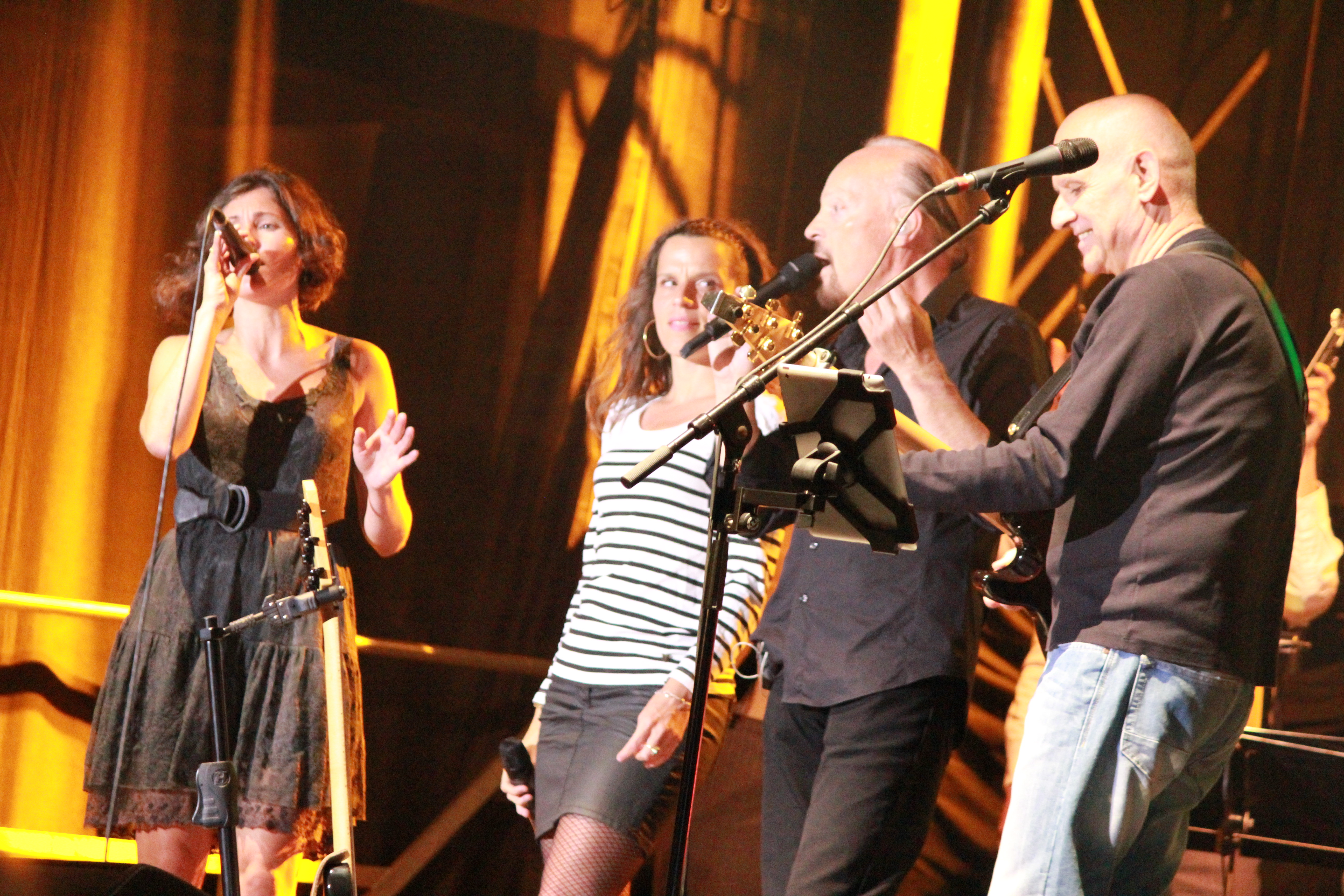
Morwenn Le Normand, Clarisse Lavanant, Alan Stivell et Dan Ar Braz lors du spectacle Celebration.
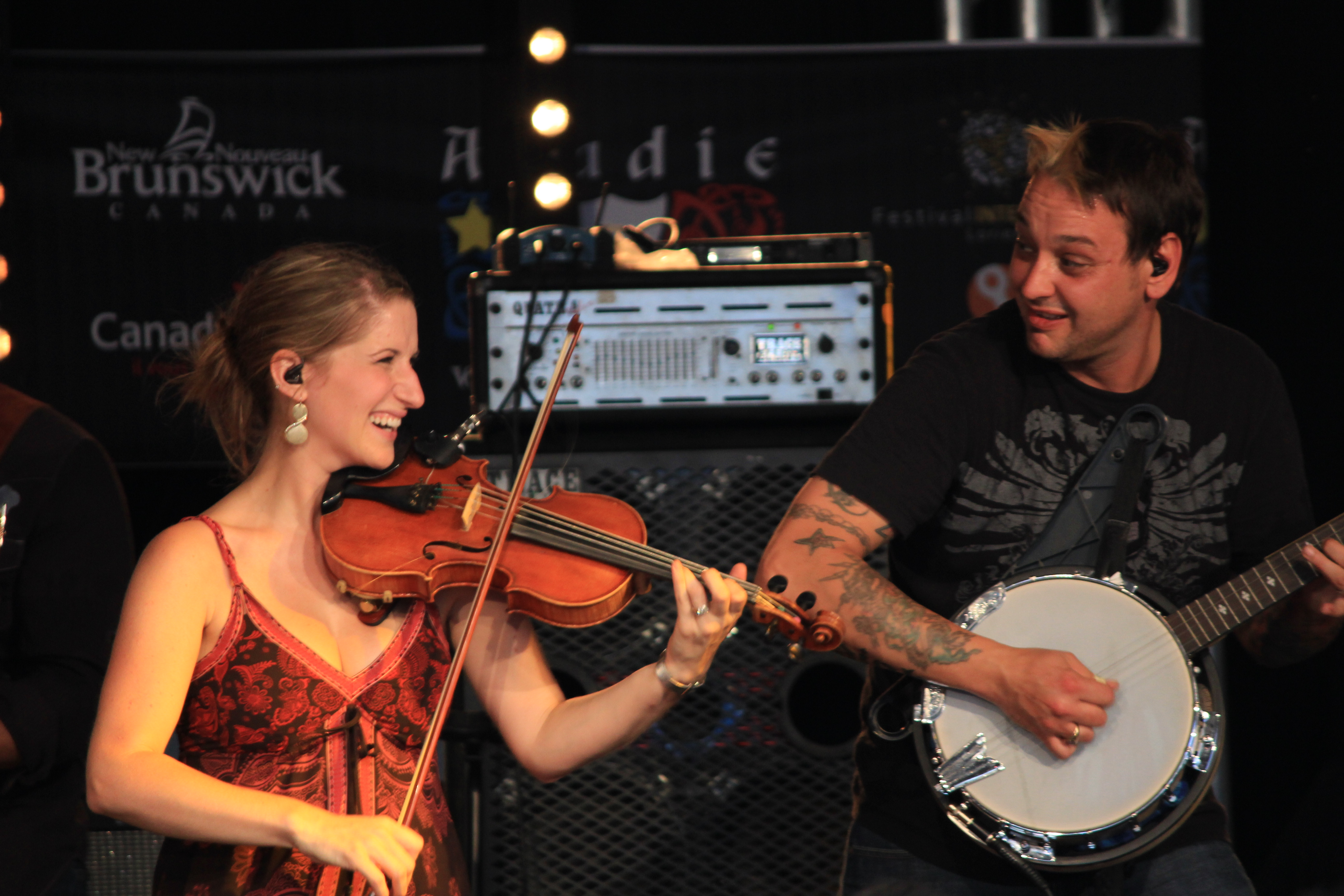
Dominique Dupuis
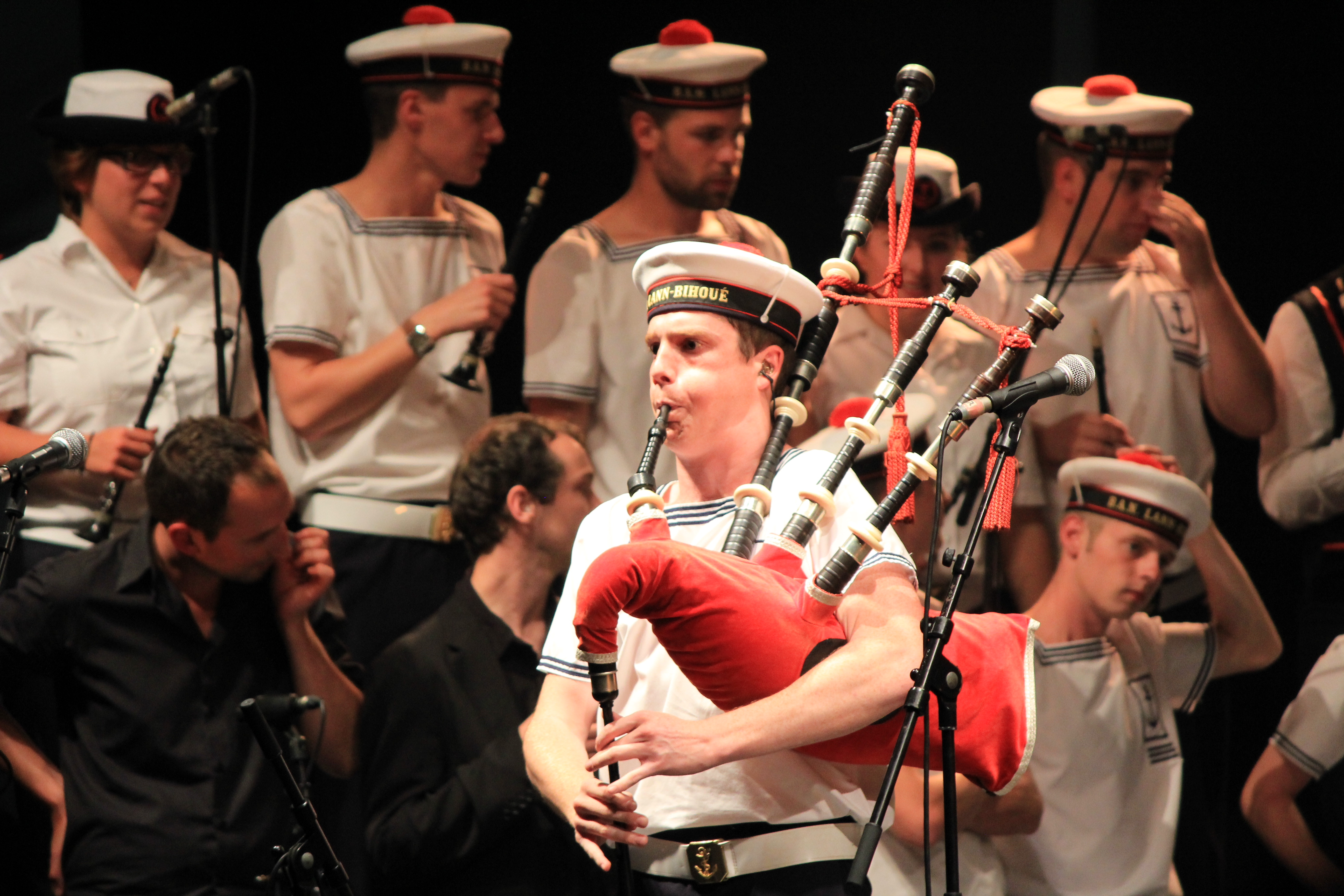
Le Bagad de Lann-Bihoué lors du concert célébrant son 60e anniversaire
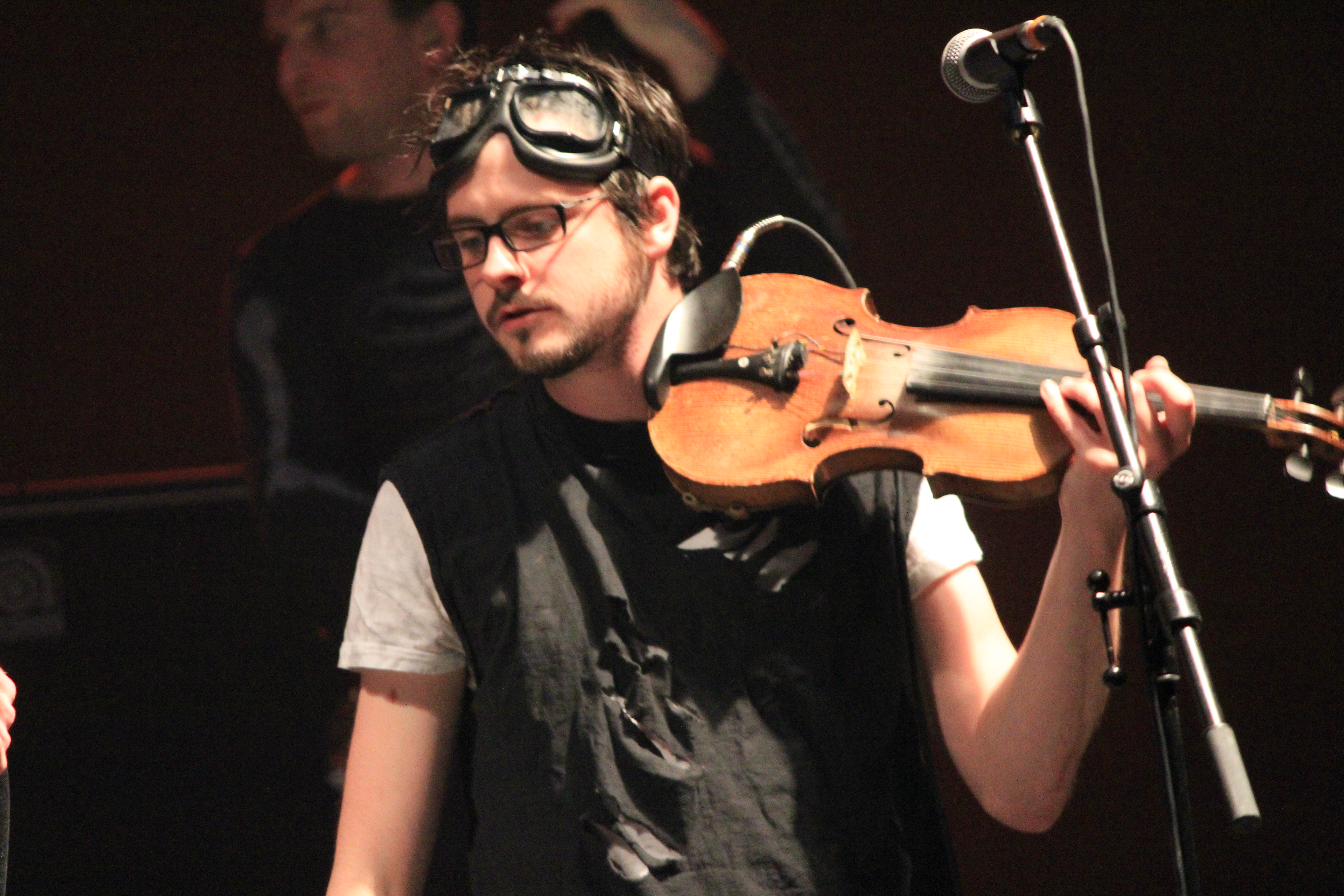
Treacherous Orchestra

## Concours
Le Trophée MacCrimmon pour soliste de great Highland bagpipe est remporté par Andrew Carlisle.
Le Trophée MacCrimmon pour soliste de gaïta est remporté par le Galicien Raúl Lacilla Crespo.
Le Concours International de Pibroc’h est remporté par Fred Morrison.
Le Trophée Matilin an Dall pour couple de sonneurs est remporté par Gildas Moal et René Chaplain pour la quatrième fois.
Le Trophée International Greatness de pipe band est remporté par le GPS Bretagne Pipe Band.
Le Trophée International Greatness de batteries est remporté par la Kerlenn Pondi.
Le Trophée de musique celtique Loïc Raison pour les nouveaux talents est remporté par Ceoltórí Cois Laoi.
Le concours Kitchen Music est remporté par Romain Toulliou.
Le Trophée Botuha (pour les sonneurs de moins de 20 ans) est remporté par Glen Guenerie.
Le concours d'accordéon est remporté par Jérémy Simon.
Le Trophée de harpe Camac est remporté par François Pernel.

## Fonctionnement
650 000 festivaliers sont comptabilisés lors de cette édition, pour 95 000 entrées payantes. Pour la première fois, l'achat d'un badge de soutien est proposé aux festivaliers, de manière à compenser les pertes financières de l'édition précédente.

## Discographie
Dès le mois de mai paraît une compilation contenant des titres des principaux artistes invités au festival :
- 2012 : 42ème festival interceltique de Lorient - Année de l'Acadie (Keltia)| No  | Titre                                                 | Durée |
| --- | ----------------------------------------------------- | ----- |
| 1.  | Sprag Session - The Gwanwitcha                        |       |
| 2.  | Xosé Manuel Budiño - Ortegal                          |       |
| 3.  | Dan Ar Braz - Orgies Nocturnes                        |       |
| 4.  | Manran - Oran na Cloiche                              |       |
| 5.  | Tejedor - Muñeira d'Ekhi                              |       |
| 6.  | Arvest - Tri Diaoul                                   |       |
| 7.  | Moriarty - Isabella                                   |       |
| 8.  | Le Bagad de Lann-Bihoué - Scottish                    |       |
| 9.  | Treacherous Orchestra - Maverick Angels               |       |
| 10. | McGoldrick/McCusker/John Doyle - Madame I'm a Darling |       |
| 11. | Kerkennai - Na Telleira                               |       |
| 12. | Fayo - Attendre en vain                               |       |
| 13. | Taran - Catraeth                                      |       |
| 14. | Buffy Sainte-Marie - No No Keshagesh                  |       |
| 15. | Afro Celt Sound System - Anatomic                     |       |
| 16. | Joseph Edgar - Chemin Connu                           |       |
| 17. | Trio Ewen-Delahaye-Favennec - Torrey Canyon           |       |
| 18. | Diaouled Ar Menez - Gnezenn an avaloù                 |       |
| 19. | Mari-Jo Thério - Evangeline                           |       |

## Sources